# Боді-Алаґ-хан
Боді-Алаґ-хан (1504—1547) — 21-й великий каган Монгольського ханства в 1519—1547 роках.

## Життєпис
Походив з гілки Хубілаїдів династії Чингізидів. Син Терболода (Туруболод), що був старшим сином кагана Даян-хана. Перед смертю останній оголосив Боді-Алага своїм спадкоємцем. Втім після смерті Даян-хана у 1517 році стрийко Боді-Алага — Барсболод оголосив себе великим каганом Монгольської імперії, стверджуючи, що Боді-Алаг надто молодий і недосвідчений, щоб підтримувати єдність Монгольської імперії.
У 1519 році Боді-Алаг у союзі з другим стрийком Арсуболодом, очільником 5 халхських племен, виступив проти Барсболод-хана. Суперники, щоб уникнути кровопролиття, досягли компромісу. Барсболод був змушений відмовитися від влади на користь свого небожа, який зобов'язувався не шкодити синам Барсболода. Колишній каган отримав титул джінона (співволодаря), ставши правителем Правого крила (барун-гару).
Втім Боді-Алаг-хан вимушений змиритися з фактичним розпадом держави між його стрийками. В опорі Даян-хана — Халхці — став правити Ґерсенджі, молодший син Даян-хана. Сам він керував лише монгольським племен чахарів (південна Монголія). До кінця правління мав повагу як загальномонгольський каган, але реальної влади не мав. Тому діяв спільно зі своїми родичами. так у 1536—1541 роках Алтин-хан, очільник туметів, здійснив 8 походів проти повсталих урянхайців (тувинців) на чолі із Туруй-нойоном і Герболод-чінгсаном. Лише у 1544 році остаточно було впокорено урянхайців. Помер Боді-Алаг-хан у 1547 році. Йому спадкував старший син Дарайсун-Годен-хан.